# Heidemühlenteich
Der Heidemühlenteich ist ein Teich nordöstlich von Dippoldiswalde bei Karsdorf im  Erzgebirge, der ebenso wie der Hafterteich vom Oelsabach gespeist wird. Er hat eine Fläche von 3,8 Hektar und wird als Bade- und Angelteich genutzt. In der Nähe des Teiches befindet sich am Mühlgraben die Ausflugsgaststätte Naturhotel Heidemühle, eine ehemalige, heute denkmalgeschützte Sägemühle, die mindestens seit dem Jahr 1564 bestand.

## Flora
Das Teichufer ist teilweise moorig (mit Pfeifengras, Schmalblättriges Wollgras, Sumpf-Veilchen und Torfmoose) oder verschlammt (mit Fuchsschwanzgras, Wasserstern und Dreiteiliger Zweizahn). Weiterhin befinden sich dort ein Erlenbruch mit Ohr- und Asch-Weiden, Sumpf-Vergissmeinnicht, Großes Springkraut, Wald-Simse und viele andere Arten. Das Süd- und Ostufer ist mit Weidenröschen, Wasser-Schwertlilie, Gewöhnlicher Gilbweiderich, Echtes Mädesüß und Bittersüßer Nachtschatten bewachsen.
An einem weiteren kleinen Teich wachsen am Ufer Kalmus und Teich-Schachtelhalm und im Wasser Flutender Schwaden und Krauses Laichkraut.

## Fauna
Im Teich befinden sich Karpfen, Rotaugen, Hechte, Rotfedern und Barsche.

## Heidemühle

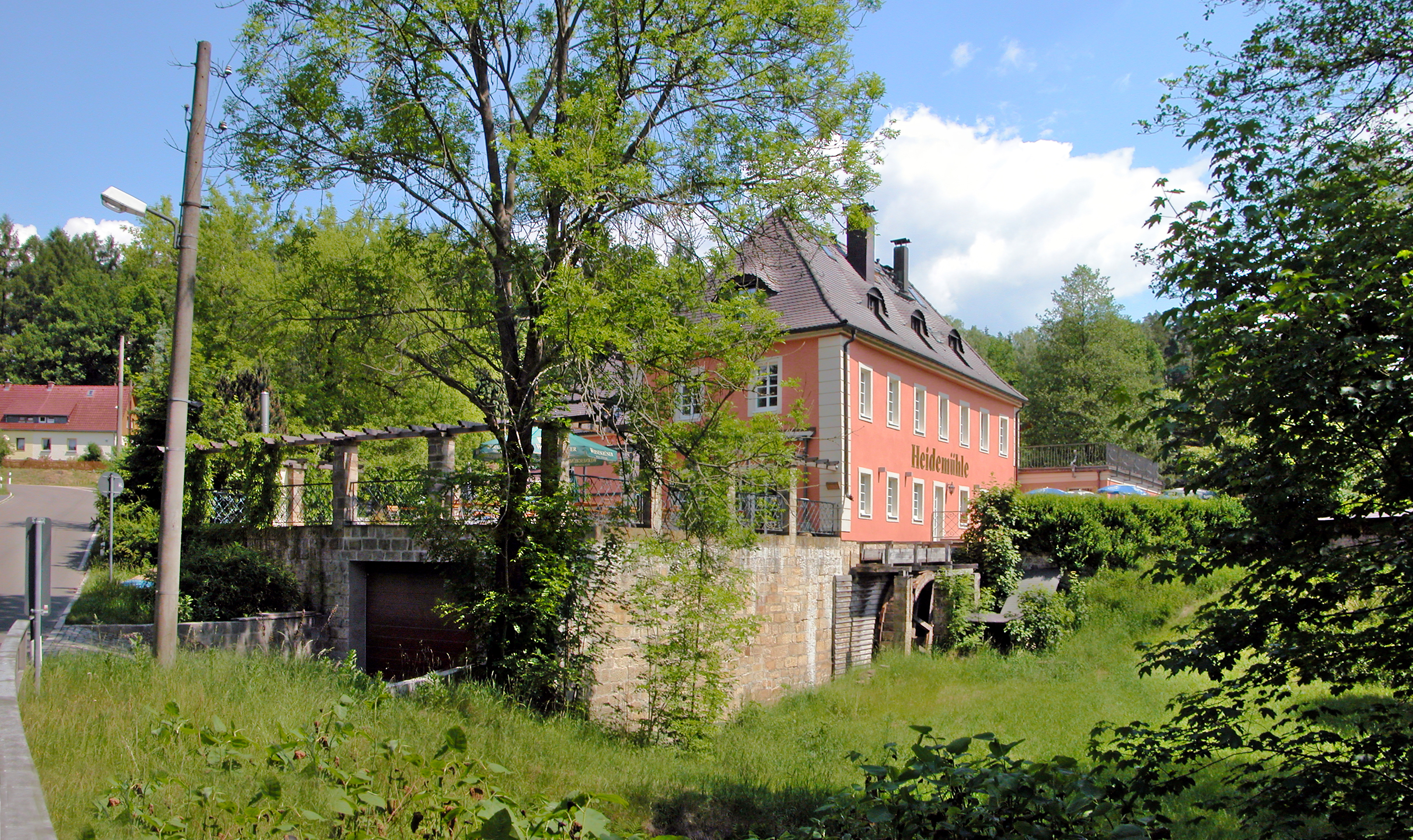
Heidemühle (2012)

Die 1564 erstmals erwähnte Heidemühle, welche Anfangs eine Brettmühle war, wurde zu 1/4 Anteil 1635 als dem Landrichter zu Windischcarsdorf Georg Schlegel gehörend genannt, ein weiterer 1/4 Anteil an der Mühle gehörte 1650 dem Hospitalverwalter in Wendischcarsdorf Herrn Bohrisch, 1737 gehörte sie dem Kursächsischen Oberfloßkommissarmeister bei den Weißeritzflößern und Gutsbesitzer daselbst Gottlob Vinold und seiner Frau Anna Sybille Vinold bis 1754. Als weitere Besitzer wurden genannt: 14. Dezember 1754 Johann Christian Bellmann, 1789 Johann Christoph Bellmann, 1798 Carl August Bellmann, 1803 Friedrich Traugott Junisch, 27 April 1804 Carl August Bellmann der die Mühle gleich weiterverkaufte an Ludwig Theophilius Conradi und 1810 an Johanne Dorothea Conradi, geborene Meyer.
Ein in einem Schlussstein mit 1548 datiertes Haustürgewände ist Teil der als Kulturdenkmal eingestuften Ehem. Heidemühle, jetzt Gasthof in der Heidestraße 73 in Karsdorf.